# Stadio Olimpico (Qinhuangdao)
Lo stadio olimpico di Qinhuangdao (秦皇島奧林匹克體育場) è uno degli impianti sportivi delle Olimpiadi di Pechino 2008.
Ubicato all'interno del Centro Sportivo Olimpico sulla Hebei Avenue a Qinhuangdao in Cina, viene utilizzato per gli incontri di calcio.
La sua costruzione è stata avviata nel maggio 2002 e completata il 30 luglio 2004. Il centro sportivo copre 168 000 metri quadrati, lo stadio olimpico ha una capienza di 33 572 posti, lo 0,2% dei quali sono riservati ai diversamente abili.